# Easter Island (Nunavut, Kanada)
Easter Island in Nunavut, Kanada, ist eine arktische Insel im Talbot Inlet an der Ostküste von Ellesmere Island. Sie gehört zu den Königin-Elisabeth-Inseln.
Die eisbedeckte Insel erstreckt sich über ca. 12 km von Südwesten nach Nordosten mit einer maximalen Breite von knapp 9 km. Ihre Fläche beträgt ca. 60 km². Im Nordosten befindet sich als ihre höchste Erhebung mit 762 m Mount John Ross (benannt nach dem Polarforscher John Ross), woran sich Cape Hurd anschließt (benannt nach Kapitän Thomas Hurd). Südlich ist noch eine 152 m hohe kleine Felseninsel gelegen.
Der Name der Insel geht auf ihre Erkundung durch John Wright und Richard Hamilton zu Ostern 1938 im Rahmen der von David Haig-Thomas geleiteten britischen Arktis-Expedition zurück. Wright schlug den Namen am 6. Juli 1939 vor; offiziell anerkannt wurde er durch die Verwaltung der Nordwest-Territorien am 31. Oktober 1962. Es gibt weder eine französische noch eine Inuktitut-Namensform. Seit der Gründung von Nunavut im Jahr 1999 gehört die Insel hierzu (Region Qikiqtaaluk).

## Trivia
2022 war Easter Island die Lösung im Osterrätsel der Süddeutschen Zeitung („77° 49′ N = W“).